# Partick Thistle Football Club

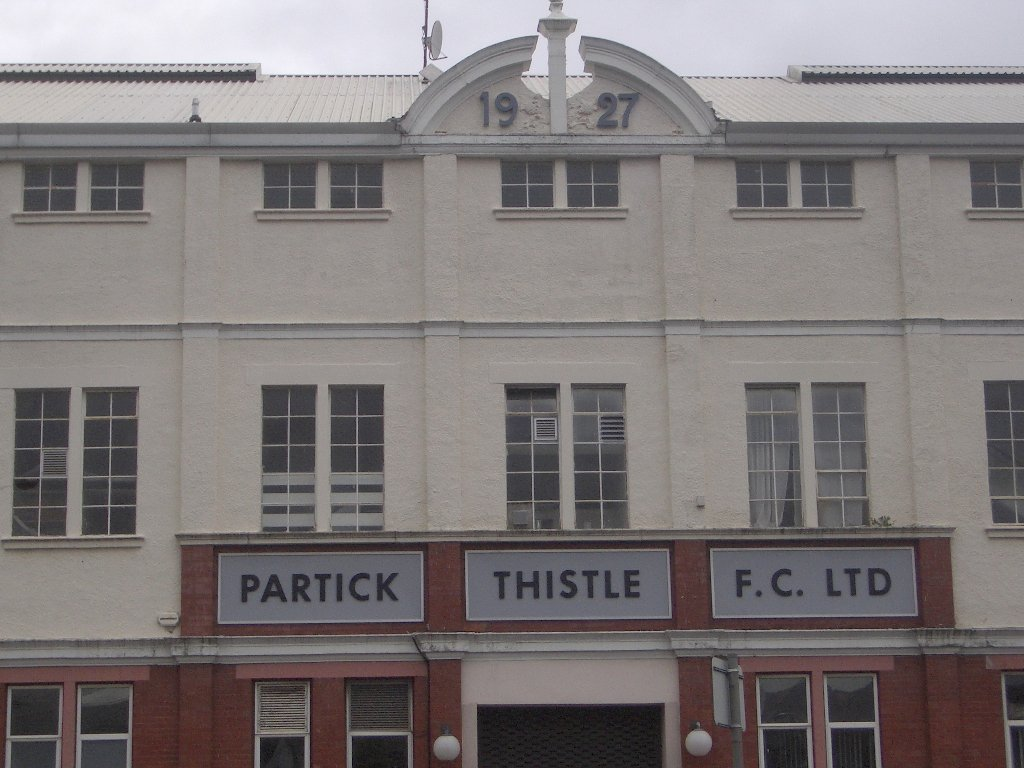
Firhill Stadium

Partick Thistle Football Club és un club de futbol professional de la ciutat de Glasgow. Forma part de la Lliga escocesa de futbol i competeix a la Primera Divisió des de l'ascens la temporada 2005-06 a través del play-off.

## Trofeus
- Primera Divisió escocesa de futbol:[1]
  - Campió (5): 1896–97, 1899–1900, 1970–71, 1975–76
  - Subcampió (3): 1901–02, 1991–92, 2008–09
- Segona Divisió escocesa de futbol:
  - Campió (1): 2000–01
  - Campió del play-off (1): 2005–06
- Copa escocesa de futbol:
  - Campió (1): 1920–21
  - Subcampió (1): 1929–30
- Copa de la Lliga escocesa de futbol:
  - Campió (1): 1971–72
  - Subcampió (3): 1953–54, 1955–56, 1957–58